# Gmina Dziemiany
Die Gmina Dziemiany ist eine Landgemeinde im Powiat Kościerski der Woiwodschaft Pommern in Polen. Ihr Sitz ist das gleichnamige Dorf (kaschubisch Dzemiónë; deutsch Dzimianen), dort befand sich im Jahr 1944 der SS-Truppenübungsplatz „Westpreußen“.
|  |

## Gliederung
Zur Landgemeinde Dziemiany gehören acht Dörfer (deutsche Namen bis 1945) mit einem Schulzenamt:
| - Dziemiany (Dzimianen) - Jastrzębie Dziemiańskie - Kalisz (Kalisch) - Piechowice (Piechowitz) | - Płęsy (Plense) - Raduń (Raduhn) - Schodno - Trzebuń (Trzebuhn, 1942–1945 Tremborn) |

Weitere Ortschaften der Gemeinde sind:
| - Belfort - Białe Błoto - Borsztal - Czarne - Dunajki - Dąbrówka (Dombrowo) - Dębina - Dywan | - Głuchy Bór - Kalwaria - Kloc - Lampkowo - Leżuchowo - Milkowo - Mutkowo - Nowe Słone (Neu Slonnen) | - Pełki - Przerębska Huta - Rozwalewo - Rów - Słupinko - Stare Słone (Alt Slonnen) - Szablewo - Tklania | - Tomaszewo - Turzonka - Wilczewo - Zajączkowo - Zarośle - Zatrzebionka - Zimny Dwór - Żabowo |